# 福建等处行中书省
福建等处行中书省，简称福建行省，是元朝设立的一个行中书省，亦是今日福建省省名來源。辖八路（福州路、建宁路、泉州路、兴化路、邵武路、延平路、汀州路和漳州路），共领二州（福清州和福宁州）和四十六縣，曾多次與江西行省、江浙行省合併，又曾分出泉州行省（泉州分省）、建寧分省、興化分省及延平分省。

## 第一次设立
元世祖至元十五年(1278年），置福建等處行中書省，治福州路 。
十七年（1280年）正月，復置福建等处行中书省，治福州路 ，後泉州行省併入，迁治泉州路；同年七月，江西行省并入福建行省，置江西道宣慰司。
十八年（1281年），福建行省还治福州  。
十九年（1282年），罢江西道宣慰司，复置江西行省；同年五月，福建行省移治泉州路 ；同年六月，江西行省并入福建行省。
二十年（1283年）三月，福建行省还治福州路 。
二十一年（1284年）二月，复置泉州行省；同年九月，泉州行省并入福建行省。
二十二年（1285年）正月，复置江西行省，福建行省并入江西行省，置福建道宣慰司。

## 第二次设立
元世祖至元二十三年（1286年），复置福建行省，旋即并入江浙等处行中书省（以下简称江浙行省），置福建道宣慰司。

## 第三次设立
元世祖至元二十五年（1288年），复置福建行省。
二十八年（1291年）二月，并入江西行省，置福建道宣慰司。

## 第四次设立
元世祖至元二十九年（1292年），复置福建行省，治福州路。
元成宗大德元年（1297年），为谋图攻占琉求（今臺灣島一帶），改称福建平海等处行中书省，迁治泉州路。
二年（1298年）二月，改泉州路为泉宁府。
三年（1299年）二月，福建行省并入江浙行省，置福建道宣慰司；同时，泉宁府复为泉州路。

## 第五次设立
元顺帝至正十六年（1356年），恢复福建等处行中书省。
十八年（1358年），福建行省参知政事讷都赤分省泉州，置泉州分省；福建行省右丞朵歹分省建宁，置建宁分省。
十九年（1359年），前江浙行省平章政事三旦八和前兴化路总管安童在兴化路自设兴化分省，後改回興化路。
二十四年（1364年），福建行省平章政事陈友定分省延平，置延平分省。
二十六年（1366年）八月，福建行省与江西行省合并为福建江西等处行中书省。

## 复置和改制
明太祖洪武元年（1368年）正月，汤和率领明军攻灭大元舊部陳友定的势力。
二年（1369年）五月，复置福建等处行中书省，治福州府，辖福州府、泉州府、建宁府、延平府、邵武府、汀州府、兴化府和漳州府。
九年（1376年）六月，福建行省改置为福建等處承宣布政使司。